# Patrick Hausding
Patrick Hausding (Berlino Est, 9 marzo 1989) è un tuffatore tedesco.

## Carriera
Patrick Hausding ha incominciato la carriera di tuffatore nel 1996 all'età di sette anni. Il suo allenatore è Jan Kretzschmar.
Nel 2006 ha intrapreso la propria carriera internazionale agli europei giovanili dove ha vinto l'oro nella gara dalla piattaforma da 10 metri e due medaglie di bronzo nel trampolino da 1 metro e da 3 metri. Nella piattaforma 10 m sincronizzata ha chiuso al quarto posto. Nello stesso anno ai Mondiali giovanili ha ottenuto altri ottimi risultati: dal trampolino sincro da 3 m la medaglia di bronzo, il quarto posto nella gara individuale da 3 metri e il sesto in quella da 1 metro; dalla piattaforma individuale il decimo posto.
L'anno successivo agli europei giovanili ha vinto nuovamente l'oro dalla piattaforma 10 metri, e dal trampolino da 3 m, l'argento nel trampolino da 1 m e il bronzo nel sincro 3 metri. Grazie a questi risultati ha difeso i colori della Germania ai Campionati mondiali australiani di Melbourne classificandosi ottavo nel trampolino da 1 metro e 24º nel trampolino da 3 metri.
Nel 2008 si è qualificato per i Giochi olimpici di Pechino nelle gare della piattaforma sincro da 10 metri dove, all'età di diciannove anni, ha vinto la medaglia d'argento con il compagno di squadra Sascha Klein, chiudendo alle spalle della coppia cinese formata da Lin Yue e Huo Liang e nel trampolino da 3 metri, dove si è qualificato per la finale e ha chiuso all'ottavo posto.
Ai campionati europei di tuffi di Torino 2009 ha vinto una medaglia d'oro e una di bronzo dalla piattaforma 10 metri. In quest'ultima gara ha concluso al terzo posto con 466,00 punti alle spalle dei russi Aleksej Kravčenko (521,75 punti) e Dmitrij Dobroskok (493,30). La lotta per il posto sul podio è stata condotta principalmente contro Christofer Eskilsson, quarto a soli 1,90 punti. Con 474.06 punti ha ottenuto invece ottenuto il primo posto nei tuffi sincronizzati in coppia con Sascha Klein. I due tedeschi in finale hanno nettamente preceduto i russi Oleg Vikulov e Aleksej Kravčenko (440,52) e gli ucraini Oleksandr Bondar e Oleksandr Horškovozov (406,23).
Nel 2011 ha partecipato ai Campionati europei di tuffi svoltisi per la seconda volta consecutiva a Torino. Il 10 marzo, nel trampolino 3 metri si è qualificato per la finale con il quarto miglior punteggio. In finale si è laureato campione europeo prevalendo sui russi Il'ja Zacharov e Evgenij Kuznecov. Il giorno seguente, nei tuffi sincronizzati da tre metri, in squadra con Stephan Feck, ha ottenuto la medaglia d'argento, alle spalle della coppia russa Il'ja Zacharov e Evgenij Kuznecov che era riuscito a battere nel singolo il giorno prima. Nella piattaforma ha conquistato l'argento individuale alle spalle di Sascha Klein, suo compagno di sincro, con il quale nell'ultima giornata della rassegna ha conquistato l'oro. Al termine dell'europeo con due ori e due argenti sarà l'atleta più premiato.
I risultati ottenuti a Torino gli hanno permesso di qualificarsi in tutte le specialità ai Campionati mondiali di nuoto di Shanghai 2011.. Con Sascha Klein, ha gareggiato nella piattaforma 10 metri maschile vincendo la medaglia d'argento. Come ai Giochi olimpici di Pechino 2008, i due tedeschi, in finale, sono stati preceduti dalla coppia cinese, questa volte comporta da Huo Liang e Bo Qui.
Nei campionati europei 2012 di Eindhoven conquista l'argento nel trampolino da 3 metri individuale e nel sincro (con Stephan Feck). Il 19 maggio 2012, Hausding e Klein diventano campioni europei della Piattaforma 10 m sincro per la quinta volta consecutiva. Il giorno successivo sono entrambi costretti a rinunciare alla gara individuale a causa di un infortunio.
Ai campionati europei di nuoto di Glasgow 2018, in coppia con Lars Rüdiger, ha vinto la medaglia di bronzo nel trampolino 3 metri sincro, terminando la gara alle spalle della coppia russa (Evgenij Kuznecov e Il'ja Zacharov) e di quella britannica (Jack Laugher e Christopher Mears).

## Palmarès
- Giochi olimpici

Pechino 2008: argento nel sincro 10 m.
Rio de Janeiro 2016: bronzo nel trampolino 3 m.
Tokio 2020: bronzo nel sincro 3 m.
- Mondiali

Shanghai 2011: argento nel sincro 10 m.
Barcellona 2013: oro nel sincro 10 m.
Budapest 2017: argento nel trampolino 3 m e bronzo nel sincro 10 m.
- Europei di nuoto/tuffi

Eindhoven 2008: oro nel sincro 10 m.
Torino 2009: oro nel sincro 10 m e bronzo nella piattaforma 10 m.
Budapest 2010: oro nel trampolino 3 m e nel sincro 10 m, argento nel trampolino 1 m, nel sincro 3 m e nella piattaforma 10 m.
Torino 2011: oro nel trampolino 3 m e nel sincro 10 m, argento nel sincro 3 m e nella piattaforma 10 m.
Eindhoven 2012: oro nel sincro 10 m e argento nel trampolino 3 m e nel sincro 3 m.
Rostock 2013: oro nel sincro 10 m, argento nella piattaforma 10 m e nel sincro 3 m e bronzo nel trampolino 3 m.
Berlino 2014: oro nel trampolino 1 m, nel trampolino 3 m e nel sincro 10 m e argento nel sincro 3 m.
Rostock 2015: oro nel sincro 10 m, argento nella gara a squadre e bronzo nel sincro 3 m.
Londra 2016: oro nel sincro 10 m.
Kiev 2017: argento nel trampolino 1 m.
Glasgow 2018: bronzo nel sincro 3 m.
Kiev 2019: oro nella gara a squadre e nel trampolino 1 m, argento nel trampolino 3 m e nel sincro 3 m.
Budapest 2020: oro nel trampolino 1 m e nel sincro 3 m, bronzo nel sincro 10 m e nella squadra mista.
- Europei giovanili

Palma di Maiorca 2006: oro nella piattaforma 10 m, bronzo nel trampolino 1 m e nel trampolino 3 m.
Trieste 2007: oro nel trampolino 3 m e nella piattaforma 10 m, argento nel trampolino 1 m e bronzo nel sincro 3 m.
- Vincitore della Coppa del Mondo del sincro 3m nel 2016

## Riconoscimenti
- Atleta dell'anno FINA: 2010
- LEN Award: 2013, 2014